# Balahessenli (Qubadli)
Balahessenli est un village de la région de Qubadli en Azerbaïdjan.

## Histoire
En 1993-2020, Balahessenli était sous le contrôle des forces armées arméniennes. En 2020, le village de Balahessenli a été restitué sous le contrôle de l'Azerbaïdjan.